# Erminio Dones
Erminio Dones (Milán, 12 de diciembre de 1882-Zibido San Giacomo, 6 de mayo de 1945) fue un deportista italiano que compitió en remo.
Participó en los Juegos Olímpicos de Amberes 1920, obteniendo una medalla de plata en la prueba de doble scull. Ganó siete medallas en el Campeonato Europeo de Remo entre los años 1905 y 1923.

## Palmarés internacional
| Juegos Olímpicos   | Juegos Olímpicos      | Juegos Olímpicos  | Juegos Olímpicos |
| Año                | Lugar                 | Medalla           | Prueba           |
| ------------------ | --------------------- | ----------------- | ---------------- |
| 1920               | Amberes (Bélgica)     | Medalla de plata  | Doble scull      |
| Campeonato Europeo |                       |                   |                  |
| Año                | Lugar                 | Medalla           | Prueba           |
| 1905               | Gante (Bélgica)       | Medalla de bronce | Ocho con timonel |
| 1907               | Estrasburgo (Francia) | Medalla de oro    | Doble scull      |
| 1907               | Estrasburgo (Francia) | Medalla de bronce | Scull individual |
| 1908               | Lucerna (Suiza)       | Medalla de plata  | Doble scull      |
| 1912               | Ginebra (Suiza)       | Medalla de oro    | Doble scull      |
| 1922               | Barcelona (España)    | Medalla de plata  | Doble scull      |
| 1923               | Como (Italia)         | Medalla de bronce | Doble scull      |